# Michele Dougherty
Michele Karen Dougherty (1962) è una geofisica e astronoma sudafricana, professoressa di fisica spaziale all'Imperial College di Londra.
Ha partecipato alla direzione delle attività osservative della missione Cassini-Huygens nel sistema di Saturno ed è Principal investigator per il magnetometro J-MAG, a bordo della missione Jupiter Icy Moons Explorer dell'Agenzia spaziale europea, lanciato nell'aprile 2023 per lo studio del sistema di Giove.

## Biografia
Nata nel 1962 in Sudafrica, Michele Dougherty iniziò ad interessarsi allo spazio quando aveva dieci anni, allorché suo padre costruì un telescopio attraverso il quale vide le lune di Giove e Saturno. Dougherty ha studiato presso l'Università del Natal dove ha conseguito un dottorato in scienze nel 1989 per la ricerca sul dualismo onda-particella in mezzi disperdenti e anisotropi.
Dougherty lasciò il Sud Africa per una borsa di studio in Germania, svolgendo ricerche di matematica applicata, prima di trasferirsi all'Imperial College di Londra nel 1991. È stata nominata professoressa di fisica spaziale nel 2004 e dirige il Dipartimento di Fisica dell'Imperial College.

## Attività di ricerca
Dougherty è la Principal investigator (direttrice delle attività di progettazione prima e di ricerca poi) di strumenti a bordo della navicella spaziale Cassini che ha orbitato attorno a Saturno tra il 2004 e il 2017, e della navicella JUICE dell'ESA, lanciata nel 2023 verso la maggiore luna di Giove, Ganimede. Il lavoro di Dougherty ha portato alla scoperta di un'atmosfera contenente acqua e idrocarburi attorno alla luna di Saturno, Encelado, aprendo nuove possibilità nella ricerca della vita extraterrestre.
La raccolta dei dati e dell'analisi delle osservazioni dal magnetometro a bordo della sonda Cassini ha fortemente contribuito a migliorare la comprensione di Saturno e dei suoi satelliti. Dougherty cita i sorvoli delle lune di Saturno come il momento clou della sua carriera; dopo aver convinto il team di guida della sonda a eseguire un sorvolo ravvicinato più stretto del solito, “guardò i dati tornare con il cuore in bocca perché se avessero sbagliato nessuno le avrebbe mai più creduto!”.
Prima di lavorare sulla navicella spaziale Cassini-Huygens, Dougherty era stata coinvolta nelle ricerche condotte nel sistema di Giove col magnetometro a bordo della sonda Ulysses. Ha partecipato inoltre come ricercatrice ospite all'analisi dei dati raccolti dalla sonda Galileo attorno a Giove.
Tiene regolarmente conferenze pubbliche e appare sui media nazionali.  È stata una degli scienziati ospiti intervistati nel programma The Life Scientific di Jim Al-Khalili.

## Premi e riconoscimenti
Michele Dougherty ha vinto nel 2008 la Medaglia Hughes della Royal Society "per l'uso innovativo dei dati sul campo magnetico che hanno portato alla scoperta di un'atmosfera attorno a una delle lune di Saturno e per come questo ha rivoluzionato la nostra visione del ruolo dei satelliti planetari" nel sistema solare. È stata la seconda donna ad aver ricevuto questo riconoscimento, 102 anni dopo Hertha Ayrton nel 1906.
È stata eletta Fellow della Royal Society nel 2012 ed è stata riconosciuta dal Science Council del Regno Unito come uno dei 100 migliori scienziati britannici viventi. Nel 2017 ha ricevuto la medaglia d'oro in geofisica della Royal Astronomical Society, la quinta donna ad avere ottenuto questo riconoscimento. È stata eletta membro della Royal Astronomical Society (FRAS).
Dougherty ha contribuito in modo significativo al settore spaziale del Regno Unito e ha presieduto il comitato consultivo del programma scientifico dell'Agenzia spaziale britannica tra il 2014 e il 2016.  È stata nominata Commendatore dell'Ordine dell'Impero Britannico (CBE) nel 2018 per "servizi alla ricerca scientifica fisica del Regno Unito". Dougherty ha vinto la medaglia e il premio Richard Glazebrook 2018 dell'Institute of Physics. Nel 2019 Dougherty è stata nominata Fellow dell'American Geophysical Union.